# آرثر موريتز شونفليس
آرثر موريتز شونفليس (بالألمانية: Arthur Moritz Schoenflies)‏ (17 أبريل 1853 - 27 مايو 1928)،كان رياضياتيًّا ألمانيًّا، معروف بإسهاماته في تطبيق نظرية الزمر على علم البلورات، والعمل في الطوبولوجيا.